# جمال الحسيني
جمال الحسيني هو سياسي فلسطيني ولد في القدس سنة 1893. التحق بكلية الطب في الجامعة الأمريكية في بيروت عام 1912. عمل سكرتيرًا لدائرة الصحة في القدس زمن الاحتلال البريطاني، ومستشارًا لحاكم نابلس، ومساعدًا لحاكم الرملة حتى عام 1920، وسكرتيرًا للمجلس الشرعي الإسلامي الأعلى.

## حياته وعمله
درس خلال المرحلة الابتدائية بالقدس وتابع المرحلة لثانوية في مدرسة المطران غوبات. وفي سنة 1912 التحق بكلية الطب في الجامعة الأمريكية في بيروت، ولكنه لم يقض فيها سوى عامين لإغلاق الجامعة بسبب اندلاع الحرب العالمية الأولى. كانت معرفته الجيدة باللغة الإنجليزية وراء تعيينه في وظيفة حكومية عالية من قبل إدارة حكومة الانتداب البريطاني، ولكنه سرعان ما استقال وأنشأ في القدس مكتباً للترجمة.

#### حياته الخاصة
متزوج وله خمسة أبناء وست بنات.

## شبابه
وُلِد الحسيني عام 1894 في عائلة الحسيني إحدى العائلات الأكثر نفوذاً في القدس. ذهب إلى مدرسة كنيسة إنجلترا سانت جورج حيث كان أول تلميذ يرتدي ملابس على الطراز الغربي وأصبح لاعبًا متحمسًا للرياضة الجديدة كرة القدم. وبعد أن أنهى تعليمه الثانوي في سن الثامنة عشرة التحق بالكلية السورية البروتستانتية في بيروت لدراسة الطب. في ذلك الوقت كانت كلية الطب تعج بالنقاش حول وضع العرب في ظل حكومة مقرها إسطنبول ويهيمن عليها الأتراك والأتراك . أصبح جمال عضوًا في حركتي النادي العربي (النادي العربي بدمشق) والمنتدى الأدبي في عامي 1918-1919 والتي كانت وفقًا لإسحاق فريدمان "معادية للحكم البريطاني وأرادت إعادة الحكم التركي في المقاطعات الآسيوية العثمانية السابقة للنادي العربي". خلال فترة عضوية جمال كان المنتدى العربي ملتزمًا بمفاهيم القومية العربية ومعاداة الصهيونية ودعم دولة سورية كبرى جديدة في عهد الملك فيصل. في مايو 1919 كان هذا النشاط السياسي كبيرًا لدرجة أن الحكومة البريطانية حظرت على النادي عقد أي اجتماعات أو خطابات أو أنشطة عامة أخرى.
في ديسمبر 1914 بعد عامين من دراسة جمال داهمت حراسة تركية عثمانية الكلية واعتقلت أي شخص يشتبه في انتمائه إلى منظمة قومية عربية سرية ففر جمال إلى القدس.
في عام 1915 أعدم جمال باشا أربعة من زملاء جمال في فرع بيروت للمنتدى العربي بتهمة الخيانة. خلال الحرب العالمية الأولى جند في الجيش التركي ثم أسره البريطانيون لاحقًا.
وكان جمال ومجموعته يتحركون في الدوائر الفلسطينية النخبوية. وأصبح قريبه أمين رئيسًا للمجلس الإسلامي الأعلى. كان صهره موسى العلمي يعمل في الإدارة البريطانية وترقى حتى أصبح سكرتيرًا شخصيًا للمفوض السامي. كانت زوجة موسى ابنة إحسان الجابري أحد المندوبين العرب إلى عصبة الأمم.
وفي وقت لاحق أصبح ابن عمه الشاب عبد القادر قائداً عسكرياً فلسطينياً حارب البريطانيين في الفترة من 1936 إلى 1939 والإسرائيليين الناشئين في عام 1948.

## عشرينيات القرن العشرين
وبحلول عام 1921 كان قد أصبح في السابعة والعشرين من عمره شخصية بارزة في السياسة الفلسطينية. كان عمه موسى كاظم وهو إداري عثماني ورئيس بلدية القدس لفترة وجيزة تحت الحكم البريطاني رئيسًا للجنة التنفيذية للمؤتمر العربي الفلسطيني الذي شكلته الجمعيات الإسلامية المسيحية والتي أنشئت بعد وصول البريطانيين. عين جمال أمينًا للسلطة التنفيذية. وكان جمال وموسى كاظم يعتبران في ذلك الوقت من أبرز ممثلي المجتمع العربي الفلسطيني. في أعقاب اضطرابات عام 1921 المعروفة أيضًا باسم أعمال شغب يافا عقد جمال اجتماعًا مع المفوض السامي السير هربرت صموئيل وأصدر بيانًا يدعو فيه إلى الهدوء.
في المؤتمر السادس عام 1923 كان أحد المندوبين الذين دعوا إلى الإضراب الضريبي مطالبين بتمثيل العرب في الإدارة. قاموا بالتخلي عن الإضراب المقترح في مواجهة معارضة كبار مالكي الأراضي الذين يهيمنون على المؤتمر. وبدلاً من ذلك اختارت مقاطعة الانتخابات المقترحة للمجلس التشريعي وفي يونيو/حزيران استقال جميع الأعضاء العرب في المجلس الاستشاري البريطاني من مناصبهم.
خلال هذه الفترة اعتبره البريطانيون شخصًا معقولًا وعمليًا. في عام 1923 قام بزيارة مطولة إلى الهند والتقى بالعديد من القادة المسلمين.
وفي عام 1924 التقى مع عضو الوكالة اليهودية حاييم كالفاريسكي لتقديم مقترحات بشأن هيكل المجلس التشريعي. ويتكون المجلس من غرفتين ينتخب الغرفة الأدنى ويتمتع المفوض السامي بحق النقض (الفيتو) على قراراته. يتألف المجلس الأعلى من عشرة أعضاء قاموا باختيارهم على أساس طائفي مع تمثيل اثنين من الأعضاء للمجتمع اليهودي. ستحكم في الهجرة عن طريق لجنة. وقد رفضت الوكالة اليهودية هذه المقترحات. ولكن بحلول هذا الوقت كان جمال قد أصيب بخيبة أمل تجاه اللجنة التنفيذية وكان لا بد من إقناعه بالاحتفاظ بمنصبه كأمين عام. كانت إحدى شكواه هي الافتقار إلى الأموال اللازمة للإدارة.
إلى جانب أنشطته السياسية مارس جمال مهنة المحاماة أيضًا. وفي عام 1927 تقدم بطلب إلى المحكمة العليا لإزالة الأحرف العبرية "إيه أي" من طوابع فلسطين الصادرة حديثًا. الحرفان اللذان جاءا بعد كلمة فلسطين في اللغة العبرية يرمزان إلى أرض إسرائيل " أرض إسرائيل ". رفض الالتماس.
في عام 1929 وقبل اندلاع أعمال الشغب بسبب النشاط الصهيوني في حائط البراق نظم نائب المفوض السامي المفوض السامي لوك اجتماعاً مطولاً بين زعماء العرب والوكالة اليهودية في محاولة لتهدئة الوضع. وكان الوفد العربي برئاسة جمال. ولم يتحقق البيان المشترك المأمول. وفي أعقاب أعمال الشغب كان في أكتوبر/تشرين الأول رئيسًا لوفد أُرسل إلى لندن لحضور اجتماعات في مكتب المستعمرات . وكان ذلك بصفته أميناً للمجلس الإسلامي الأعلى وهي المنظمة التي أنشأها البريطانيون وكان يرأسها الحاج أمين الحسيني الذي كان يرتبط به من خلال والده ووالدته. وكان أول وفد عربي فلسطيني يتوجه إلى لندن منذ عام 1922 وضم عادل أرسلان وعزت طنوس. وكان أحد أهدافها إنشاء مركز معلومات في لندن.

## ثلاثينيات القرن العشرين
وفي نهاية عام 1930 أجرى جمال اجتماعات أخرى في لندن مع مسؤولين بريطانيين أعجبهم نهجه التصالحي. ووافق على المقترحات المتعلقة بعقد مؤتمر مائدة مستديرة مع أعضاء الوكالة اليهودية. وكان شرطه الوحيد أن يأتي المندوبون اليهود من فلسطين وبشكل خاص ألا يكون وايزمان عضواً لأن هذا سيكون بمثابة اعتراف بصحة المطالبات الصهيونية على فلسطين. عاد إلى فلسطين في يناير 1931 وهو يشعر بأن هناك تقدمًا قد إحرزه. وفي هذا الوقت كان أيضًا نشطًا كصحفي. في عام 1933 نشر سلسلة من المقالات المجهولة في صحيفة أليف بدمشق اتهم فيها عوني عبد الهادي زعيم حزب الاستقلال الجديد الاستقلال ببيع 40 ألف دونم من الأراضي في وادي الحوارث إلى الوكالة اليهودية قبل ست سنوات. تحتوي قائمة الوكالة اليهودية لعام 1937 على اسم جمال باعتباره عمل محاميًا في بيع أرض مماثل. وهذا مؤشر على كمية المعلومات التي كانت الوكالة اليهودية تجمعها. ومن الأمثلة الأخرى ملف يسجل المناقشات التي جرت في اجتماع اللجنة التنفيذية في 12 نيسان/أبريل 1933 حيث نقشة الاجتماع الوشيك الذي نظمه حاييم أرلوسوروف بين حاييم وايزمان وزعماء من شرق الأردن. وتشير المذكرات إلى أن جمال زعم أن اللجنة ليس لها أي نفوذ على زعماء القبائل شرقي نهر الأردن وأن الاجتماع يجب أن يتم تجاهله.
في أكتوبر 1934 دعت اللجنة التنفيذية إلى تنظيم مظاهرات ضد سياسة الحكومة. وردت السلطات باعتقال جمال الحسيني الذي حملته المسؤولية.
وفي نيسان/أبريل 1935 أسس الحزب العربي الفلسطيني الحزب العربي الفلسطيني ليمثل كتلة القوة الحسينية. ولم يكن الحزب أول حزب سياسي عربي فلسطيني ذو عضوية جماهيرية. وقد سبقه حزب الاستقلال (1932) وحزب الدفاع الوطني ( 1934 ) حيث بدأ العرب الفلسطينيون في تنظيم أنفسهم في أحزاب سياسية بعد تراجع المؤتمر الوطني والجمعيات الإسلامية المسيحية. وكان للحزب مكاتب في جميع المدن العربية الكبرى وكان برنامجه يدعو إلى معارضة الصهيونية والانتداب والوحدة العربية وإنهاء بيع الأراضي للوكالة اليهودية.
في ديسمبر 1935 حضر جمال حفل تأبين عز الدين القسام في حيفا وألقى خطابًا أمام حشد بلغ 6000 شخص توقع فيه أن يصبح القسام رمزًا للمقاومة الفلسطينية. وفي أعقاب سحق حركة القسام قدمت إدارة واوكهوب مقترحات جديدة لإنشاء مجلس تشريعي إلى جانب فرض قيود على بيع الأراضي. رفضت الوكالة اليهودية المقترحات بسرعة في حين لم يرفضها الحزب العربي الفلسطيني بشكل كامل إلا في أبريل/نيسان 1936 بعد عدة أشهر من حجبها من قبل مجلسي البرلمان في المملكة المتحدة. وبدا أن الحزب أصبح على اتصال أوثق بالرأي العام عندما رفض في عام 1936 دعوة لإجراء محادثات مع المكتب الاستعماري في لندن وهي الدعوة التي قبلتها الأحزاب الأخرى. وبعد أسبوع في 21 أبريل/نيسان 1936 أعلن الحزب دعمه للإضراب العام. وبعد أربعة أيام شكل اللجنة العربية العليا من قيادة كافة الفصائل الرئيسية. وكان الحاج أمين رئيساً وعوني عبد الهادي أميناً عاماً. وكانت إحدى أولويات اللجنة هي القضاء على الهجرة اليهودية. وفي وقت لاحق حل جمال محل هادي كسكرتير بعد اعتقال هادي في قاعدة الصرفند العسكرية في يونيو 1936. وفي الوقت نفسه منح وفد مكون من أربعة أعضاء بما في ذلك جمال تأشيرات للسفر إلى لندن لحضور اجتماعات في مكتب المستعمرات لإيجاد طريقة لإنهاء الإضراب. ويُقال إن جمال اضطر إلى اتخاذ موقف أكثر صرامة مما كان يرغب بسبب الضغوط من عناصر أكثر تطرفاً فشلت المحادثات. في الأول من أكتوبر 1937 حظرت السلطات جميع المنظمات القومية العربية الفلسطينية وذهب جمال إلى المنفى.
كان جمال من خلال آرائه القومية العربية يدعو إلى تشتيت اليهود في فلسطين عبر العالم العربي المستقل والمتحد. كان جمال على اتصال مع رئيس الجامعة العبرية في القدس يهوذا ماغنس ومن المحتمل أنه كان متورطًا في المقترحات التي قدمها ماغنس إلى ديفيد بن جوريون في عام 1935. في عام 1936 عقد صهر جمال موسى العلمي سلسلة من الاجتماعات مع ماغنوس حصل خلالها طرح عدد من المقترحات ولكن لا بن جوريون ولا جمال كانا على استعداد للموافقة عليها علنًا. وقد سبق هذه الخطوة الإضراب وتأسيس اللجنة العربية العليا. وتشير الأرشيفات الصهيونية إلى مصدر عربي يقول إن جمال كان العضو الوحيد في اللجنة الذي لم يقبل الرشوة. ويُنقل عن شاريت رئيس الدائرة السياسية في الوكالة اليهودية قوله إن جمال وابن عمه الحاج أمين هما الزعيمان الفلسطينيان الوحيدان الصادقان. في عام 1937 وبعد انتهاء الإضراب العام حاول جمال فتح مفاوضات مع الصهاينة الأميركيين بمساعدة مجموعة بريت شالوم. كانت أولويته هي الحد من عدد اليهود الواصلين إلى فلسطين وإنهاء بيع الأراضي للمنظمات اليهودية. وفي القدس حرر صحيفة اسمها اللواء.
وفي عام 1938 أنشأ مكتباً إعلامياً في دمشق وكان يتلقى بعض الأموال من القنصليتين الألمانية والإيطالية المحليتين. وفي الوقت نفسه كان البريطانيون والوكالة اليهودية يمولون "فرق السلام" داخل فلسطين لمكافحة نجاحات المتمردين. خلال هذه الفترة تضمنت مقترحاته تعهدات بالمساواة في الحقوق لليهود في أي فلسطين مستقبلية. وفي عام 1939 قاد الوفد العربي إلى مؤتمر لندن، وبعد فشله أعلنت الحكومة البريطانية عن خططها لمستقبل فلسطين في كتاب أبيض تضمن خططاً للحد من الهجرة اليهودية. وبحلول هذا الوقت أصبح جمال أكثر صراحة: "لقد حول اليهود فلسطين إلى جحيم". وقد أدى اندلاع الحرب العالمية الثانية إلى إنهاء كل النشاط الدبلوماسي المتعلق بفلسطين ووضع المقترحات البريطانية على الرف بهدوء.

## بعد عام 1940
وفي عام 1940 انتقل هو وأمين الحسيني إلى بغداد حيث عقد اجتماعات لمدة أسبوعين مع العقيد ستيوارت نيوكومب. وفي أعقاب هذا الاجتماع وافق كل من جمال وموسى العلمي على شروط الكتاب الأبيض ووقعا على نسخة منه بحضور رئيس الوزراء العراقي نوري السعيد. وفي العام التالي وبعد انهيار ثورة الرشيدي كان ضمن مجموعة من ثمانين شخصًا فروا إلى طهران. وفي محاولته المستمرة للهروب من البريطانيين أسر في الأهواز وإحتجز في روديسيا الجنوبية حيث احتجز حتى نوفمبر 1945 عندما سُمح له بالانتقال إلى القاهرة. وفي مصر أقام علاقات مع جماعة الإخوان المسلمين. اعتبره زعيم حزب الوفد الرئيسي مصطفى النحاس متطرفًا. في عام 1945 أصلح المجلس العربي الأعلى والذي سيطر عليه مرة أخرى الزعماء التقليديون من ثلاثينيات القرن العشرين.
ولم يُسمح له بالعودة إلى فلسطين حتى فبراير 1946 حيث مثل القضية العربية أمام اللجنة الأنجلو أمريكية. لقد استقبل عرضه بشكل سيئ وخاصة عند مقارنته بالعرض الذي قدمه هنري كاتان. وفي عام 1946 أيضًا دعية كمندوب عربي فلسطيني إلى اجتماع جامعة الدول العربية الذي عقد في بلودان بسوريا.
في عام 1946 اغتيل فوزي الحسيني أحد دعاة الحوار مع الوكالة اليهودية. ونقلت صحيفة مصرية عن جمال قوله إن فوزي "انحرف عن الطريق الصحيح". وتذكر مصادر أخرى أن جمال كان مسؤولاً عن جميع الإجراءات المتخذة ضد المتعاونين.
وفي فلسطين شرع في اتخاذ عدة إجراءات لتوحيد الحركة الوطنية. قام بدمج الحركتين الشبابيتين الرئيسيتين واستولى على بنك الأراضي الذي أنشأه أحمد حلمي.
وفي عام 1947 اعترفت الحكومة البريطانية باللجنة العربية العليا كممثلة للعرب الفلسطينيين. وبعد شهرين اعترفت بها الأمم المتحدة التي أنشئت حديثًا وسافر جمال إلى بحيرة سكسيس في نيويورك بصفته المتحدث باسم العرب الفلسطينيين لدى الأمم المتحدة.
ويرى النقاد أن جمال وأمين الحسيني فشلا في إدراك أهمية العمليات العسكرية للهاجاناه في بداية عام 1948. وانتهت أنشطة جمال في الأمم المتحدة عندما رفض في يوليو/تموز حضور أي مناقشات أو اجتماعات كان فيها ممثلون إسرائيليون.
عاد إلى فلسطين حيث كان وزيرًا للخارجية في الحكومة العربية الفلسطينية قصيرة العمر.
في عام 1950 انضم إلى حاشية الملك عبد العزيز بن سعود ملك المملكة العربية السعودية وأصبح فيما بعد مستشارًا مقربًا للملك سعود.
وبحسب تقارير استخباراتية أردنية قام جمال في عام 1954 بتمويل مجموعة فشلت في محاولة تخريب قاعدة جوية إسرائيلية في وادي يزرعيل. ويذكر المصدر نفسه أنه في يوليو/تموز 1954 انفصل جمال عن أمين الحسيني وبدأ يعمل حصرياً لصالح السعوديين. اعتبارًا من يناير 1955 قاموا بمنحه مليون ليرة لبنانية لتمويل الهجمات على إسرائيل من لبنان. ودفع الأموال إلى "وسطاء" ولكن لم تحدث أي هجمات.

## الحركة الوطنية
انضم إلى الحركة الوطنية الفلسطينية واختير أميناً عاماً للجان التنفيذية وأميناً عاماً للمجلس الإسلامي الأعلى. شارك في الوفد الفلسطيني برئاسة الحاج أمين الحسيني إلى لندن عام 1930. تم بعد عودته سجنه في سجن عكا إثر مشاركته في مظاهرة القدس الشهيرة ولكن سلطات الانتداب أفرجت عنهم بعد أن أضربت فلسطين أسبوعًا كاملًا احتجاجًا على اعتقالهم. اختير رئيساً للحزب العربي الفلسطيني في آذار عام 1935، وعضوًا في اللجنة العربية العليا وترأس الوفد الفلسطيني إلى لندن عام 1936.
شارك في الإدلاء بشهادته للجنة التحقيق الأنجلو-أمريكية عام 1946، وأصبح نائبًا لرئيس الهيئة العربية العليا لفلسطين (جسم سياسي تمثيلي للفلسطينيين)، وترأس الوفد الفلسطيني أمام مؤتمر لندن في بريطانيا لتتبع القضية الفلسطينية عام 1947، وكان ضمن الوفد الفلسطيني المشارك في اجتماع اللجنة السياسية لجامعة الدول العربية في القاهرة عام 1947، وعُيِّن وزيرًا للخارجية في حكومة عموم فلسطين عام 1948، ومثلها في الأمم المتحدة وفي عدد من المؤتمرات العالمية.

## السجن
التحق سراً بالحاج محمد أمين الحسيني في بيروت عندما حلت السلطات البريطانية اللجنة العربية العليا ونفي بعض أعضائها إلى جزيرة سيشل. ترأس الوفد الفلسطيني إلى مؤتمر المائدة المستديرة في لندن في مطلع سنة 1939 نيابة عن الحاج محمد أمين الحسيني. ذهب إلى العراق عقب اندلاع الحرب العالمية الثانية وإخفاق ثورة رشيد عالي الكيلاني، ثم إلى إيران حيث ألقي القبض عليه من قبل السلطات البريطانية مع عدد من الزعماء الفلسطينيين والعرب الذين لم يتمكنوا من الهرب إلى ألمانيا. قامت السلطات البريطانية بزجهم في معتقل الأحواز، ثم نُقلوا إلى معتقل في روديسيا حيث أمضوا أربعة أعوام.

## العودة إلى فلسطين

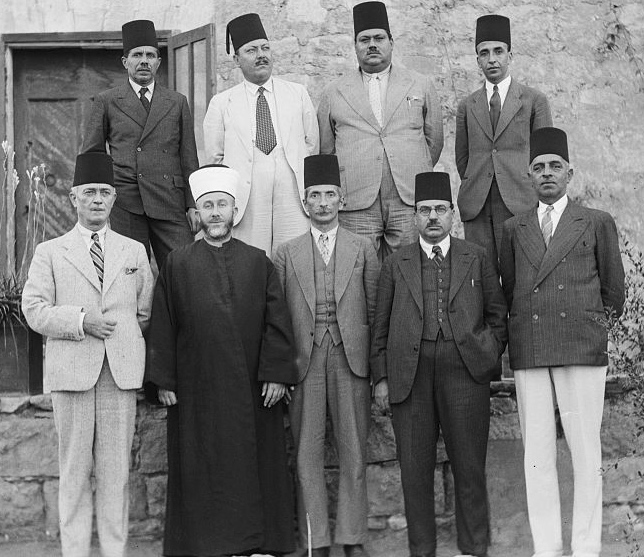
أعضاء اللجنة العربية العليا عام 1936 وبينهم جمال الحسيني.

عاد جمال الحسيني في بداية سنة 1946 إلى فلسطين، واستأنف نشاطه السياسي في رئاسة الحزب العربي الفلسطيني، واختير عضواً في "اللجنة العربية العليا لفلسطين"، وترأس عددًا من الوفود الى الأمم المتحدة ولندن إلى جانب التحاقه بدورات في الجامعة العربية. غادر إلى القاهرة بعد النكبة واشترك في حكومة عموم فلسطين، وفي المؤتمر الفلسطيني الذي عقد في غزة عام 1948. انتقل إلى السعودية بدعوة من الملك عبد العزيز نقلها الملك فيصل بن عبد العزيز آل سعود عندما كان وزيرًا للخارجية ومكث برفقة الملك عبد العزيز آل سعود حتى توفاه الله. وبعد ذلك عُين وزيرًا في عهد الملك سعود ومن ثم عين مستشارًا خاص للملك سعود – الشعبة السياسية بالديوان الملكي. كما رافق الملك سعود في معظم رحلاته الخارجية، وبعد ذلك انتدبه الملك سعود ممثلاً للمملكة العربية السعودية في عدة مجالات منها لجنة الصلح بين الهند وباكستان في كشمير، ولجنة دعم الثورة الجزائرية مع الشيخ يوسف ياسين، ومن ثم عمل بالتجارة الخاصة بالمملكة العربية السعودية وفي لبنان.

## مؤلفاته
كان لجمال الحسيني اهتمام بالأدب ونشر العديد من المقالات في صحف مختلفة، كما أصدر جريدة "اللواء" الناطقة بلسان الحزب العربي في القدس عام 1936. مُنح أسمه وسام القدس للثقافة والفنون عام 1990. كتب جمال الحسيني روايتين وهما:
1. على سكة الحجاز- القدس، 1932.

1. ثريا – القدس، 1934.

## وفاته
توفي في الرياض في الخامس من تموز/ يوليو عام 1982 ودفن فيها.

## قراءة إضافية
- شهيد، سيرين الحسيني (تحرير: جان سعيد مقدسي (مقدمة - إدوارد سعيد ): ذكريات القدس ، نوفل، بيروت ، 2000. الطبعة الأولى. ذكريات القدس (سيرين الحسيني شهيد (مواليد 1920)، هي ابنة جمال الحسيني.)